# Lascars (série télévisée)
Pour les articles homonymes, voir Lascar.
Lascars est une série télévisée française diffusée sur Canal+ en 2012. Elle est inspirée de la série d'animation Les Lascars diffusée sur Canal+ en 2000 puis sortie au cinéma en 2009 sous forme de long métrage.

## Synopsis
La série raconte le quotidien de quatre amis d'une vingtaine d'années qui se retrouvent à vivre en cohabitation. La série se déroule dans une cité imaginaire située à Condé-sur-Ginette. Les quatre héros sont des jeunes de cité pleins de rêve et de passion pour qui la vie en cohabitation correspond à la « good life ». Cependant ils vont vite déchanter lorsqu'ils vont se retrouver face aux réalités du quotidien.

## Fiche technique
- Réalisation : Barthélemy Grossmann et Tristan Aurouet
- Scénario : Izm,  Eric Benzekri et ElDiablo
- Costumes : Clara Lyonnet
- Photographie : Colin Wandersman et Stéphane Vallee
- Musique : Lucien Papalu
- Production : Philippe Gompel
- Sociétés de production : Canal+ et Manny Films

- Pays :  France

- Langue : français
- Nombre d'épisodes : 24 (2 saisons)

- Durée : 20 minutes
- Dates de première diffusion : France : 2012

## Distribution
- Alexandre Achdjian : Jo
- Issa Doumbia : Barkette
- Pablo Pauly : Polo
- Nassim Si Ahmed : Malik

## Épisodes

### Saison 1 (2012)
1. La Good Life
2. Tonight Is Gonna Be a Good Night
3. Muslim
4. Touche pas à ma pote
5. La Réforme
6. La Carte puceau
7. Wesh Cousine
8. La Couleur de l'argent
9. Z comme...
10. Perquiz
11. En mode littérature
12. Entre amis

### Saison 2 (2014)
1. La Hass
2. Miami I am
3. Shit kebab
4. Frite fight
5. Le Fils de l'homme
6. Wesh Side Story
7. El Bledardo
8. Yo Mama
9. Nora à tout prix
10. TER TER
11. Korean barbaque
12. Le Grand Jour